# Gyrtona hopkinsi
Gyrtona hopkinsi är en fjärilsart som beskrevs av Willie Horace Thomas Tams 1935. Gyrtona hopkinsi ingår i släktet Gyrtona och familjen nattflyn. Inga underarter finns listade i Catalogue of Life.